# Гернет, Надежда Николаевна
Надежда Николаевна Гернет (18 апреля 1877, Симбирск — 24 июня 1943, Ленинград) — русский и советский математик и педагог, ученица Д. Гильберта. Вторая, после С. В. Ковалевской, в России женщина-математик с учёной степенью доктора (по другим сведениям — третья, второй была Елизавета Фёдоровна Литвинова).

## Биография

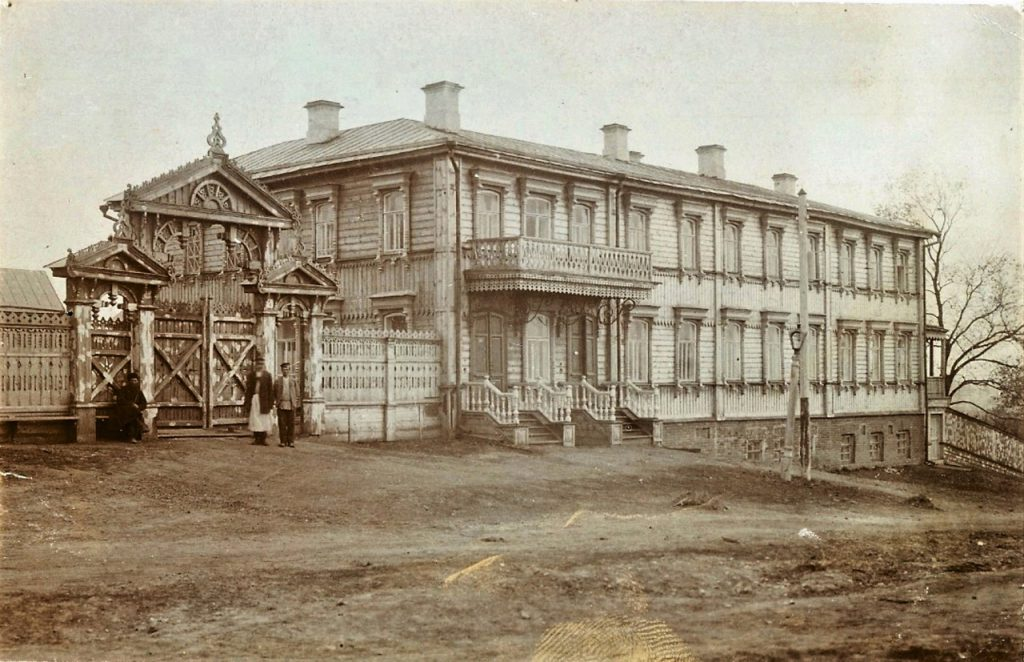
Дом семьи Гернетов, улица Льва Толстого, 6. Симбирск (утрачен).

Родилась 18 апреля 1877 года в дворянской семье. Отец — Н. А. Гернет — с юношеских лет примкнул к революционерам. Весной 1866 года он был арестован по делу Каракозова, содержался в Петропавловской крепости, затем — выслан в Тотьму Вологодской губернии. Там он познакомился и стал дружен с видным народовольцем П. Л. Лавровым, также сосланным. В феврале 1870 года вместе с Г. А. Лопатиным организовал его побег и получил за это новый срок ссылки в Ардатов Симбирской губернии. Мать — также Надежда Николаевна — была народной учительницей. Атмосфера семьи была проникнута ненавистью к самодержавию, мечтами о свободе и равноправии людей. Её старший брат — юрист Михаил Николаевич Гернет.
В 1892 году была принята в Симбирскую гимназию, которую закончила весной 1894 года с золотой медалью. В 1898 году окончила Бестужевские высшие женские курсы по физико-математическому факультету, после чего отправилась продолжать образование в Гёттингенский университет. Там под руководством Давида Гильберта она подготовила и защитила докторскую диссертацию «Untersuchung zur Variationsrechnung. Über eine neue Methode in der Variationsrechnung» («Об одном новом методе вариационного исчисления»). С 1901 по 1918 годы преподавала на Бестужевских курсах математику.
В 1915 году защитила в Московском университете диссертацию на тему «Об основной простейшей задаче вариационного исчисления» и была утверждена в степени магистра математики. Профессор Бестужевских курсов (1918).

Надежда Николаевна Гернет, 1930-е годы

С 1919 по 1929 годы — профессор ЛГУ. С 1929 по 1934 год работала в Ленинградском электромеханическом институте, затем в Индустриальном институте. Член ММО. Председатель ревизионной комиссии Ленинградского физико-математического общества.
Воспоминания о Гернет оставила Е. С. Вентцель, в 1920-е годы учившаяся в ЛГУ:
Почерк у неё — нечто неописуемое. Точка на доске похожа на детскую голову — размерами и кудлатостью. Часто доходит до конца доски и, не зная, что делать дальше, останавливается. «На ту сторону, на ту!» — кричат ей студенты. Она хохочет и возвращается на уже покинутую сторону. А если писать уже негде, переходит на стенку. К этому времени она с ног до головы обсыпана мелом, седые волосы падают из пучка на спину свёрнутым жгутиком, пенсне разбито. Она топает ногой и вопит. <…> Всё вместе это похоже на святое безумие дервиша. <…> Мы, студенты, любили её чрезвычайно.
Умерла 24 июня 1943 года в блокадном Ленинграде. Похоронена на Смоленском лютеранском кладбище.

## Научные достижения
В области вариационного исчисления Н. Н. Гернет разработала методы определения экстремума для функционала в замкнутой области, применяемые в теории управления.

## Адреса в Ленинграде
- Съезжинская ул., д. 24, кв. 26[7].